# Успенка (Аромашевский район)
Успенка — упразднённая деревня в Аромашевском районе Тюменской области России. Входила в состав Малоскарединского сельского поселения. Исключена из учётных данных в 2004 году.

## География
Располагалась в истоке ручья Богомолка, в 10 км (по прямой) востоку-северо-востоку от центра сельского поселения села Малоскаредное.

## История
До 1917 года входил в состав Кротовской волости Ишимского уезда Тюменской губернии. По данным на 1926 год состояла из 116 хозяйств. В административном отношении являлась центром Успенского сельсовета Аромашевского района Ишимского округа Уральской области.

## Население
| 1989 | 2002 |
| ---- | ---- |
| 8    | ↘0   |

По данным переписи 1926 года в деревне проживало 627 человек (310 мужчин и 317 женщин), в том числе: русские составляли 84 % населения, мордва — 11 %.
Согласно результатам переписи 2002 года, в Успенке отсутствовало постоянное население